# Principles of Psychology
The Principles of Psychology, publicerat 1890, är William James monumentala psykologiska huvudverk. Verket på sina 1 400 sidor räknas till en av de stora klassikerna inom den västerländska intellektuella traditionen. I The principles tar William James upp många av sina psykologiska teorier och begrepp som exempelvis medvetandeströmmen (The Stream of Consciousness), det subjektiva och det objektiva jaget, samt James syn på känslan som en i grunden kroppslig reaktion.